# Wigtown

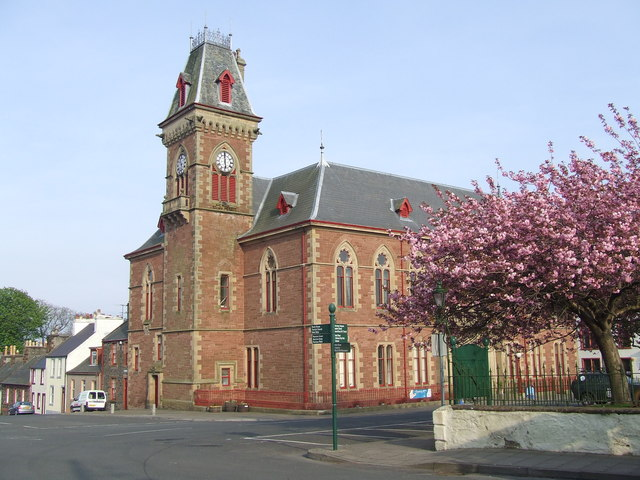
Hôtel de ville de Wigtown.

Wigtown (en gaélique : Baile na h-Uige) est une ville du Galloway, au sud-ouest de l'Écosse. Sa population est d'environ 1 000 habitants.
C'est l'ancien chef-lieu du Wigtownshire, et la ville connut son apogée sous Robert Ier d'Écosse. La ville est aujourd'hui consacrée aux livres.